# Kościół św. Anny w Głubczycach
Kościół świętej Anny – rzymskokatolicki kościół filialny należący do parafii Narodzenia Najświętszej Maryi Panny w Głubczycach.

## Historia
Dawniej była to świątynia pod wezwaniem Trójcy Świętej. Wybudowano ją poza murami Głubczyc na przełomie XVI i XVII wieku, tę budowlę zniszczyli Szwedzi w 1644 roku. Obecny kościół został zbudowany w 1776 roku w stylu barokowym. Po zakończeniu II wojny światowej przejęli go polskokatolicy. W 1991 roku świątynię otrzymał kościół rzymskokatolicki, a w 1992 roku rozpoczął się remont jego elewacji zewnętrznej. Obecnie w kościele nie znajduje się żadne wyposażenie.